# Hrafnkels saga

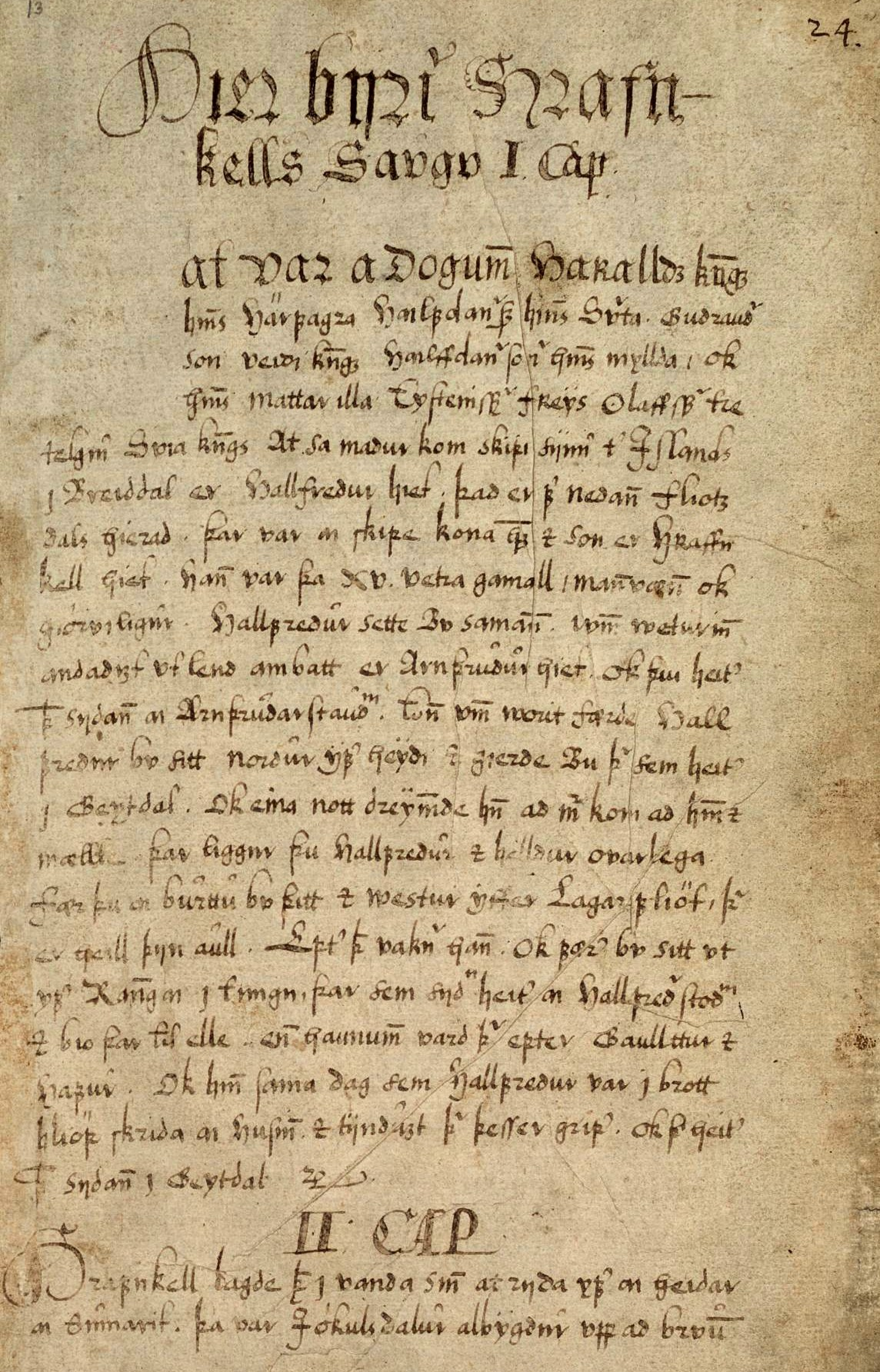
De eerste bladzijde van Hrafnkels saga uit het Árni Magnússon Instituut ÁM. 156, fol. — in een van de belangrijkste manuscripten uit de 17e eeuw.

Hrafnkels saga of Hrafnkels saga Freysgoða is een van de IJslandse saga’s. De saga verhaalt van de conflicten tussen een hoofdman en boeren in het oosten van IJsland ergens in de 10e eeuw. De hoofdpersoon Hrafnkell is in het begin van het verhaal een vechtersbaas en fervent aanhanger van de god Freyr. Nadat hij echter een keer verslagen en vervolgens vernederd is, zijn tempel verwoest, en hij tot een eenvoudige boer is gedegradeerd, zweert hij zijn heidens geloof af. Ogenschijnlijk verandert hij in een meer vredelievend persoon die met anderen rekening houdt. Ondertussen bouwt hij een florerend boerenbedrijf op en wint daarmee aanzien en macht. Op gegeven moment neemt hij op zijn oude vijanden wraak en wordt daarna voor de rest van zijn leven weer een machtig en gerespecteerd volksleider. Moraal van het verhaal is dat een man erachter komt dat werkelijke basis van macht niet in de handen van de goden ligt, maar in de loyaliteit van zijn onderdanen jegens hem.
Wie de auteur van Hrafnkels saga is, is niet bekend. Het is wel duidelijk dat hij IJslander was, en dat hij waarschijnlijk in de buurt van de verhandeling moet hebben gewoond of dat hij met de omgeving bekend was. Bepaalde stukken in de saga, bijvoorbeeld een tocht te paard door de moerassen, zijn zodanig in detail beschreven, dat dat alleen maar door een lokaal bekend persoon kan zijn gedaan. Waarschijnlijk is de saga ergens laat in de 13e eeuw geschreven. Het oudste deel van het manuscript (slechts een pagina) is op perkament geschreven, en dateert uit het begin van de 15e eeuw. Waarschijnlijk is deze van eerdere versies overgeschreven. Er bestaan echter papieren kopieën van het manuscript waarop de volledige tekst bewaard is gebleven.
De saga mist de grootsheid, de subtiliteit en de kracht van de klassiekers, zoals de saga van Njáll, van Egill en de Laxdæla saga, maar wordt gewaardeerd om haar logische opbouw, geloofwaardigheid en uitgewerkte karakters.

## Het verhaal
De saga begint met de aankomst van de Noor Hallfreðr, een van de eerste kolonisten die rond het jaar 900 in het westen van IJsland neerstreken. Hij heeft zijn zoon Hrafnkell bij zich, een veelbelovende en ambitieuze jongeman. Hrafnkell bouwt zijn eigen boerderij in een nog onbewoonde vallei, en noemt het Aðalból (Hoofdverblijf). Hrafnkell neemt de hele vallei in bezit, dat Hrafnkelsdalur (Hrafnkells vallei) wordt genoemd, en gaf delen daarvan aan andere kolonisten in gebruik onder de voorwaarde dat hij hun opperheer werd. Hrafnkell richt ook een grote tempel voor de goden op waar hij grootse ceremonies houdt. Hij aanbidt in hoge mate de god Freyr en hij draagt zijn beste vee aan Freyr op, inclusief zijn favoriete IJslandse paard Freyfaxi. Hij zweert dat hij iedereen zal doden die zonder zijn uitdrukkelijke toestemming op Freyfaxi rijdt. Vanwege zijn (heidense) religieuze activiteiten wordt Hrafnkell ook Freyrsgoði (Priester van Freyr) genoemd.
Hrafnkell hongert naar macht en maakt zichzelf stamhoofd door iedereen in de omgeving van Jökulsdalur (in het stroomgebied van de Jökulsá á Brú rivier) onder druk te zetten. Daarnaast is hij niet wars van duelleren (IJslands: hólmgangur), en hij betaalt daarbij nooit weergeld of compensatie voor zijn slachtoffers.
Vervolgens introduceert de saga Einarr, een zoon van de zeer arme keuterboer Þorbjörn (wiens gezin constant op de rand van de hongersnood balanceerde). Einarr had meerdere kwaliteiten, maar moest uiteindelijk genoegen nemen met de betrekking als een van Hrafnkells schapenhoeders. (Het schapenhoeden had destijds een slaafs karakter, en in het oude IJsland was het zelfs bij wet geregeld dat een boer niemand van zijn personen kon verplichten om herder te worden). Op een gegeven moment heeft Einarr een paard nodig om weggelopen schapen bijeen te kunnen drijven. Elk paard dat hij benaderd rent van hem weg, behalve Freyfaxi. Einarr zadelt Freyfaxi en rijdt de hele dag met hem door de bergen. Nadat Einarr weer is teruggekeerd, rende het paard naar Aðalból en waarschuwde Hrafnkell. Toen Hrafnkell zijn paard modderig en bezweet zag, realiseerde hij wat er gebeurd was. Hij gaat er met zijn speer op uit en doodt Einarr, daarmee woord aan zijn eed houdend.

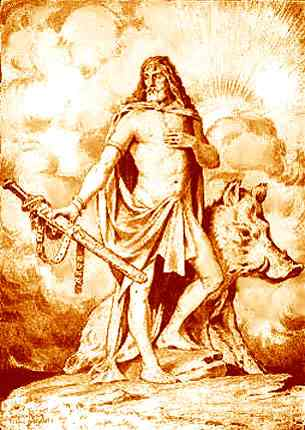
Hoewel de Noorse god Freyr Hrafnkells belangrijkste godheid is, bevat de saga weinig bovennatuurlijke elementen.

Einarrs vader, Þorbjörn, is ontzet over de dood van zijn zoon, en gaat naar Hrafnkell om weergeld te krijgen. Daar krijgt hij echter nul op rekest. Hrafnkell geeft echter toe dat zijn daad wel een van zijn ergste was (hij realiseert zich dat hij de toekomst van een heel keutergezin in gevaar heeft gebracht), en is bereid om Þorbjörn tegemoet te komen. Hij offert hem aan om voor de rest van zijn leven voor hem en zijn gezin te zorgen. De trotse Þorbjörn wil daar echter niets van horen, en wil alleen zaken onder gelijken doen. Nadat Hrafnkell dat uiteraard heeft afgewezen (opperheer versus keuterboer), zoekt Þorbjörn naar andere manieren om zijn gelijk te halen. De IJslandse wet stelde destijds dat elke vrije man dezelfde rechten had, maar aangezien er geen controlerend en uitvoerend orgaan was, was het voor een gewone man wel erg moeilijk om een stamhoofd aan te klagen. Daartoe had hij de steun van een ander stamhoofd nodig, zowel om de ingewikkelde juridische procedure te kunnen volgen, als om de resultaten van een eventuele gunstige uitspraak te kunnen effectueren.
Þorbjörn tracht de steun van zijn broer Bjarni te krijgen, maar deze wil niet in een conflict met de machtige Hrafnkell komen. Þorbjörn gaat dan naar Bjarni's zoon, Sámr. Ook hij raadt Þorbjörn aan om Hrafnkells aanbod aan te nemen, maar Þorbjörn blijft weerbarstig. Sámr heeft geen zin om in het conflict betrokken te raken, maar nadat zijn oom emotioneel wordt gaat hij toch met tegenzin akkoord. Sámr accepteert daarmee formeel Þorbjörn casus, zodat hij nu de aanklager wordt.
Sámr treft voorbereidingen om de zaak tegen Hrafnkell aanhangig te maken en sommeert hem de volgende zomer naar het Alding te komen, iets wat Hrafnkell lachwekkend vindt. Eenmaal op het Alding bij Þingvellir aangekomen bemerken Sámr en Þorbjörn dat zij verder geen steun zullen krijgen. Þorbjörn wil nu de handdoek in de ring gooien, maar Sámr weerhoudt hem daarvan.
Bij toeval ontmoeten zij Þorkell, een jonge avonturier uit de Vestfirðir (Westfjorden) die hen bij zijn broer Þorgeirr introduceert, een groot hoofdman. Met Þorgeirrs hulp weet Sámr de zaak geheel af te ronden. Hrafnkell wordt schuldig bevonden en vogelvrij verklaard. Sámr heeft nu het wettelijke recht om Hrafnkell te doden en zijn landgoed in beslag te nemen. Op een vroege morgen verrassen Sámr, Þorgeirr en Þorkell met hun drieën Hrafnkell in zijn slaap in Aðalból, en nemen hem en zijn mannen gevangen. Daarop hangen ze Hranfnkel en de zijnen aan een touw achter hun achillespezen (destijds een zeer pijnlijke maar vooral vernederende vorm van martelen) op. Sámr biedt Hrafnkell twee keuzes: executie ter plekke, of blijven leven als Sámrs onderdanige, ontdaan van zijn eer, zijn priesterschap en het meeste van zijn goederen. (In feite plaatsen ze Hrafnkell daarmee in dezelfde maatschappelijke positie als waarin Þorbjörn verkeerde.) Hrafnkell kiest voor het laatste, en Þorkell merkt op dat Sámr spijt zal krijgen dat hij Hrafnkells leven spaart. Sámr betrekt vervolgens Aðalból, geeft een groot feest voor iedereen uit de omgeving en iedereen accepteert hem als de nieuwe hoofdman. Þorkell en Þorgeirr besluiten om "Freyfaxi aan zijn eigenaar te overhandigen" en duwen hem van een klif naar beneden. Ook steken ze Hrafnkells tempel in brand. Nadat Hrafnkell dit gehoord heeft merkt hij op: Ik denk dat het dwaasheid is om in de goden te geloven, en pleegde sindsdien geen offers meer.
Hrafnkell bouwt zich een nieuwe boerderij Hrafnkelsstaðir aan de Oostoever van het Lagarfljót meer (op ongeveer dezelfde hoogte als de Hengifoss waterval). Zowel zijn drijfveren als zijn ambities zijn niet gebroken, en na een paar jaar hard werken is hij een boer van aanzien geworden. Zijn manieren verbeteren, en hij wordt milder jegens zijn onderdanigen, waarmee zijn populariteit groeit en men loyaler aan hem wordt. Uiteindelijk heeft hij meer macht en aanzien over een groter district dan voorheen. Na zes jaar van vreedzaam wonen besluit Hrafnkell dat zijn tijd voor wraak gekomen is. Hij hoort dat Sámrs broer Eyvindr met een paar metgezellen in de buurt is. Hij trommelt zijn mannen op, en valt Eyvindr aan. Sámr schiet te hulp, maar is te laat. De volgende morgen verrast Hrafnkell Sámr in zijn slaap, en geeft hem dezelfde keuzes die hij hem zes jaar eerder deed, zonder weergeld voor Eyvindr te betalen. Net als Hrafnkell destijds, kiest nu ook Sámr er voor om te blijven leven. Hrafnkell neemt weer bezit van Aðalból, en neemt zijn taken als stamhoofd weer op. Zijn zoon past op Hrafnkelsstaðir.
Sámr rijdt naar Þorkell en Þorgeirr voor hulp, maar zij houden hem voor dat hij voor zijn eigen miskleun verantwoordelijk is door Hrafnkell niet te doden toen hij daar de kans voor had. Ze bieden Sámr onderdak aan, maar hij weigert en rijdt naar huis terug. Sámr leeft verder met Hrafnkell als zijn hoofdman zonder ooit wraak te nemen. Hrafnkell is een gerespecteerd leider tot aan zijn dood.

### Trivia
De historische waarde van de saga is niet geheel duidelijk. Als het vergeleken wordt met bronnen uit dezelfde periode, in het bijzonder met het Landnámabók, ontstaan er verschillen. Bijvoorbeeld heet Hrafnkells vader volgens het Landnámabók Hrafn (raaf), maar de saga noemt hen Hallfreðr. Ook vertonen de in de saga toegepaste wetten verschillen met die uit betrouwbaardere bronnen. Men moet echter niet vergeten dat het verhaal eeuwen na mondelinge overleveringen is opgetekend, waardoor er eenvoudig fouten of omissies in konden sluipen, ondanks het feit dat de saga kort en bondig was.
Hrafnkels saga is in meerdere manuscripten bewaard gebleven, maar slechts zeven daarvan bevatten in meer of mindere mate de originele teksten.

## Nederlandse vertalingen
- De saga van Hrafnkel den Priester van Freyr, in Zes novellen uit het oude IJsland, vert. Jan de Vries, 1943.